# سن‌سریف
سن‌سریف (انگلیسی: San Serriffe) یک کشور جزیره‌ای خیالی است که توسط روزنامه بریتانیایی گاردین و برای دروغ اول آوریل سال ۱۹۷۷ ساخته شده‌است.این کلک‌بازی به صورت یک مکمل هفت صفحه‌ای و به شکل یک بررسی معاصر از کشورهای خارجی و برای «بزرگداشت ده‌سالگی استقلال» این کشور و همراه با تبلیغات شرکت‌های بزرگ برای این کشور در روزنامه به چاپ رسید. مکمل ارائه‌شده یک توصیف استادانه از این کشور به عنوان یک مقصد توریستی و یک کشور در حال توسعه بود، اما بیشتر نام‌های اماکن و افراد، جناس و بازی با کلماتی بودند که به صنعت چاپ ارتباط داشتند (مانند سنزسریف و نام‌های قلم‌های رایج). ایده اصلی این بود که جزیره را در اقیانوس اطلس و نزدیک تنریف قرار دهند اما به خاطر برخورد دو هواپیمای بویینگ ۷۴۷ در آن محل چند روز قبل از چاپ مطالب، جزیره به اقیانوس هند و نزدیکی جزایر سیشل منتقل شد.
سن‌سریف یکی از موفق‌ترین و معروف‌ترین حقه‌های دهه‌های اخیر است. این حقه بخشی از میراث فرهنگی مشترک با طنز ادبی شده و یک بدنه ثانویه از ادبیات از آن مشتق شده‌است. از این کشور در حقه‌های مشابهی در سال‌های ۱۹۷۸، ۱۹۸۰ و ۱۹۹۹ نام برده‌شد. در آوریل ۲۰۰۹ از جغرافیا، تاریخ و فرهنگ سن‌سریف به‌طور گسترده‌ای در جدول کلمات متقاطع رمزدار روزنامه گاردین استفاده می‌شد.